# Liparochrysis resplendens
Genre
Espèce
Liparochrysis resplendens, unique représentant du genre Liparochrysis, est une espèce d'araignées aranéomorphes de la famille des Liocranidae.

## Distribution
Cette espèce est endémique d'Australie-Occidentale.

## Description
Le mâle holotype mesure 2,8 mm.

## Publication originale
- Simon, 1909 : Araneae. 2e partie. Die Fauna Sudwest-Australiens. Jena, vol. 2, no 13, p. 152-212 (texte intégral).